# Максаков, Леонид Семёнович
Леонид Семёнович Максаков — советский хозяйственный, государственный и политический деятель.

## Биография
Родился в 1910 году в деревне Павлищево. Член КПСС.
Окончил Коммунистический университет имени Свердлова и Промышленную академию.
В 1930—1950 — заведующий отделом Кунцевского райкома комсомола, заместитель председателя Московского областного общества социального учёта, заместитель директора завода, начальник строительства группы новых заводов во Владимирской области, управляющий строительно-монтажным трестом, начальник Главного управления кадров Наркомата строительства СССР, начальник Главного управления снабжения Минтяжстроя СССР.
В 1950—1962 — заместитель министра строительства предприятий тяжелой индустрии СССР, начальник Управления по эксплуатации высотных домов при Совете Министров СССР, заместитель начальника Главного управления промышленности строительных материалов при Мособлисполкоме.
В 1962—1978 — заместитель председателя Государственного комитета телевидения и радиовещания СССР.
Умер в 1978 году в Москве.

## Отзывы
…у меня был зам, Леонид Семенович Максаков, это блестящий строитель, до перехода в Гостелерадио он был замминистра в строительной индустрии, в крупнейшем министерстве страны. И он пришел в комитет. Он привез меня в Останкино и показал, что роет котлован под телецентр. И я его спрашиваю: «Леонид Семенович, и когда это будет, лет через пятнадцать-двадцать?» А он отвечает: «Через пять лет, я вам обещаю, все будет построено». Я у него был, у Максакова, как у Христа за пазухой, я ни печали, ни вздыханий не знал. А что это такое, Останкинский телецентр? Вот если взять кубатуру всех высоток на Новом Арбате, приплюсовать к зданию СЭВ, сейчас там, по-моему, московская мэрия, вот эти все кубатуры равны кубатуре Останкинского телецентра. Вы представляете? Леонид Семенович за пять лет построил эту махину.

Леонид Семенович Максаков был одним из опытнейших организаторов строительства и городского хозяйства Москвы. Он вел строительство ОТЦ. Авторитет Максакова признавался всеми — и председателем Моссовета, и управляющими строительными трестами, и разработчиками, и промышленниками

## Награды
- Орден Октябрьской Революции
- Орден Трудового Красного Знамени (четырежды)
- Орден Красной Звезды

## Сочинения
- Максаков, Леонид Семенович. Крупнейший в мире телецентр / Л. С. Максаков, В. Г. Маковеев. — Москва : Связь, 1974. — 86, [2] с., [4] л. ил. : ил. ; 20 см